# 井口綾子
井口 綾子（いのくち あやこ、1997年〈平成9年〉3月24日 - ）は、日本のタレント。レプロエンタテインメント所属を経て、アミューズ所属。現在はフリーランス。青山学院大学教育人間科学部心理学科卒業。愛称はいのあや。

## 経歴
神奈川県鎌倉市出身。父親、母親、3人の兄の6人家族。
湘南白百合学園幼稚園、湘南白百合学園小学校、湘南白百合学園中学・高等学校を卒業。中学・高校時代は英語部（英語のミュージカルを上演する部活）で活動。青山学院大学教育人間科学部心理学科に入学。　　　
2015年、『週刊朝日』（朝日新聞出版）の女子大生表紙モデルに公募で選ばれ、同年8月7日号に掲載される。同年、大学1年生を対象としたミスコンテスト「FRESH CAMPUS CONTEST（フレキャン）」で準グランプリ受賞。
2016年、AbemaTVの学生キャスターを務める。
2017年、ファッション誌『Ray』（主婦の友社）の専属読者モデル「プリ♥クラ」として同年3月号より掲載。同年、「ミス青山コンテスト2017」に出場し、準ミス青山となる。
2018年、レプロエンタテインメントに所属。同年9月、『週刊プレイボーイ』（集英社）にてグラビアデビュー。
2019年3月、ファースト写真集『いのあや』（集英社）を発売。同月25日、青山学院大学を卒業。2019年12月16日、集英社「グラジャパ!アワード2019」グランプリ受賞。
2022年8月7日、4年間所属したレプロエンタテインメントとの契約満了を報告。同年8月25日、アミューズに所属することが発表され、2024年3月に契約満了を報告。
2024年、父が経営する老舗美容室「EXCEL」で経営を学びながら芸能活動をフリーランスとして続けている。

## 人物
- 趣味は、お笑い鑑賞、映画鑑賞[19]。
- 特技はオセロ（リバーシ）で、2016年には友人との対戦で一度も負けたことがないと語っている[20]。「芸能界オセロ女王」を目指しており、テレビ朝日の企画でオセロ世界チャンピオンとも対戦したことがある[21]。
- 色白でもっちりした健康体であることから「モッツァレラボディ」と形容される[1][22][23]。
- 周囲からは「他人からの批判にも自演にも負けないメンタルの強さ」を指摘される[24]。
- アナウンサー養成学校のテレビ朝日アスク出身[4]。在学中、「AbemaNews」学生キャスターに合格したが、先生からは「何で受かったのかわからないくらい、原稿読みがひどかった」と言われた[4]。番組出演中はニュース原稿を噛むことから視聴者にコメントで「カミ子」といったあだ名を付けられ、そこから練習したという[4]。
- 「ミス青山コンテスト2017」に出場するため、1年かけて体重を10kg減量[25]。その後リバウンドしたが、ファースト写真集撮影にあたり、体重を3〜4kg減量させた[26]。
- 2020年時点で3人の兄と4人暮らしをしている[27]。毎朝起床時に兄から頬にキスをされて目覚める習慣がある[27]。
- 体を動かすことは好きだが、スポーツは苦手で自転車もこげなかった[4]。

## 作品

### 映像作品
- 井口綾子の温泉とろけ旅（2021年4月2日）[28]

## 出演

### テレビドラマ
- キス×kiss×キス (テレビ東京)
  - 「リモート会議チュウ」 (2022年10月27日) - 同棲中の彼女 役
  - 「アイスキス」 (2022年11月17日) - トマドイ女子 役

### テレビ番組
- 田村淳のBUSINESS BASIC（2018年4月8日 - 2018年9月30日、BSジャパン） - 聞き手[29]
- 今夜くらべてみました（2018年10月24日・11月7日、日本テレビ）
- 人生が変わる1分間の深イイ話（2019年1月28日、日本テレビ）
- ビジネスクリック（2019年4月6日 - 2022年3月26日、TBS） - 土曜日（金曜日深夜）キャスター[30]
- 所さんの学校では教えてくれないそこんトコロ!（2019年7月5日、テレビ東京） - リポーター
- リーガダイジェスト!（2019年8月19日 - 、WOWOW） - 8代目リーガール[31][32]。
- よじごじDays（2019年10月18日 - 、テレビ東京） 不定期
- テイバン・タイムズ（2019年10月20日、BS朝日）
- ロンドンハーツ（2019年10月15日・22日・2020年2月4日・2021年10月19日、テレビ朝日）
- メッセンジャーの○○は大丈夫なのか?（2019年7月25日・9月12日・11月21日・12月19日、MBS）
- 本能Z（2019年11月27日、CBC）
- キスマイ超BUSAIKU!?（2019年11月29日、フジテレビ） - ゲスト
- ダブルベッド（2019年12月5日 - 2020年1月16日、TBS）
- しくじり先生 俺みたいになるな!!（2019年8月13日・10月8日・12月10日・2020年2月18日・3月17日・4月14日・7月14日・2021年3月7日、テレビ朝日） - 生徒
- ビューティープライド〜美しきメイクの戦い〜（2020年1月6日、日本テレビ）
- 裏顔女子の夜（2020年1月15日、TBS）
- 馬好王国〜UmazuKingdom〜（2020年2月9日・16日・2021年11月14日、フジテレビ）
- アカデミーナイトG（2020年3月4日、TBS） - ゲスト
- 衝撃一家!（2020年3月5日・12日、テレビ朝日）
- 二軒目どうする?〜ツマミのハナシ〜（2020年4月5日、テレビ東京） - ゲスト
- 魔女に言われたい夜（2020年4月7日 - 、フジテレビ） 不定期
- じっくり聞いタロウ〜スター近況（秘）報告〜（2020年4月10日、テレビ東京） - ゲスト
- 林先生の初耳学（2020年5月3日、MBS）
- 芸能人が本気で考えた!ドッキリGP（2020年9月5日・10月10日・12月12日・2021年2月13日・8月7日・12月4日・2022年11月5日、フジテレビ）
- 家事ヤロウ!!!（2020年11月18日・2021年1月27日、テレビ朝日） - イキらせリポーター
- BACKSTAGE（2020年11月29日・2021年4月25日・5月23日・6月20日・8月15日・9月19日・10月3日・10日・11月28日・12月19日・2022年1月23日・2月20日、CBC） - スタジオゲスト
- 有田ジェネレーション（2021年1月5日、TBS） - ゲスト
- かながわSHOWTIME（2021年1月22日 - 2月12日、テレビ神奈川） - マンスリーアシスタントMC[33]
- にゅーくりぃむ（2021年2月10日・17日・5月12日・19日、テレビ朝日）
- お願い!ランキング（2021年4月2日、テレビ朝日）
- デカ盛りハンター（2021年8月24日、テレビ東京）
- ラヴィット!（2021年8月26日・10月7日、TBS） - VTR出演
- 恋する#イケカジ〜となりのオンネラくん〜（2021年9月 - 、ABCテレビ）
- 7つの海を楽しもう!世界さまぁ〜リゾート（2021年9月5日・2022年10月16日、TBS） - ゲスト
- 御社でインターンよろしいでしょうか?（2021年11月27日・2022年9月24日、 BS-TBS）
- ジョシとドラゴン（2022年1月8日 - 29日、TBS）
- 記憶力闘技場（2022年3月26日、BS日テレ）
- ありえへん∞世界（2022年9月6日、テレビ東京） - ゲスト
- 本当に！住んでよかった街ランキングBEST100（2022年10月23日、テレビ東京）
- 企業家たちの挑戦ストーリー（2023年5月11日・7月18日・12月11日、TOKYO MX）- 進行
- 呼び出し先生タナカ（2023年5月22日、フジテレビ）
- あざとくて何が悪いの?（2023年7月2日、テレビ朝日） - 再現ミニドラマ出演
- 未来をつくるTV(2024年2月25日、東日本放送)-MC
- カバン持ちさせてください(2024年5月25日、TBS）
- よじごじDays(2024年6月20日、テレビ東京)
- プレバト!!　(2024年8月22日、MBS)
- 開演まで30秒!THEパニックGP　(2024年10月21日、NTV)
- LIFE IS MONEY〜世の中お金で見てみよう〜(2024年11月26日、テレビ東京)

### ラジオ
- F.L.A.G.（FMヨコハマ、2018年4月6日[34] - 2024年3月29日[35]） - リポーター
- オレたちゴチャ・まぜっ!〜集まれヤンヤン〜（2018年4月22日 - 2019年4月14日、MBSラジオ）- ヤンヤンガールズ10期生[36]
- アッパレ!ラジオトーカーやってまーす（2019年7月6日 - 2020年4月30日、MBSラジオ）[37]
- 小池徹平のSKY FIGHT(2024年5月1日-、ABCラジオ)

### インターネットラジオ
- いのあやのらじお[38]（2019年7月 - 、Radiotalk）
- 井口 マイクの前でもさらけ出します?[39]（2020年4月 - 、JFN PARK）

### インターネットテレビ
- WinTicket ミッドナイト競輪（2019年8月13日[40] - 、AbemaTV）
- TDK presents 学生イノベーションバトル そのヒラメキで世界を変えろ（2019年12月7日 - 2020年3月28日、AbemaTV）[41]
- SPRAY! #日本を塗り替えろ（2020年6月27日 - 2021年3月30日、ABEMA）[42]
- 大人の恋愛地図 Supported by 東京カレンダー（2021年10月14日 - 10月28日、ABEMA）- コメンテーター
- ABEMA PRIME(2024年1月16日、Abema TV)

### ネット配信
- カルビー Web CM「さつまいもの挑戦キャンペーン」（2018年） - 「佐津舞子」役[43][44][45]
- 楽天チケット×ミオヤマザキShortFilm【哀図】（2018年）[46][47]

### アプリゲーム
- 魔剣伝説（2020年7月、4399）イメージキャラクター※ゲーム内にも登場[48]

### その他
- 宗像国際環境会議（2024年）[49]
- Benesse「進級式だよ 全員集合」イベント司会(2024年3月26-27日)
- Benesse「夏休み＆新学期開会式」イベント司会
- K1 公式サポーター (2024年-)

## 書籍

### 写真集
1. いのあや（2019年3月20日、集英社、撮影：熊谷貫）ISBN 978-4087808636[1][11][50]

### デジタル写真集
- 井口綾子写真集「バカンス」（2019年3月20日、集英社、撮影：熊谷貫）[51]
- 井口綾子 illuminated girl（2020年5月11日、小学館、撮影:阿部ちづる）
- FRIDAYオリジナル電子版 井口綾子「ビキニから溢れるモッツァレラボディvol.1」（2020年9月4日、講談社、撮影:西田幸樹）
- FRIDAYオリジナル電子版 井口綾子「ビキニから溢れるモッツァレラボディvol.2」（2020年9月4日、講談社、撮影:西田幸樹）
- FRIDAYオリジナル電子版 井口綾子「ビキニから溢れるモッツァレラボディvol.3 大ボリューム102カット完全版」（2020年9月4日、講談社、撮影:西田幸樹）

### フォトブック
- 井口綾子の温泉とろけ旅（2021年4月2日）[28]

### トレーディングカード
- 「ミライトレカ」井口綾子ARトレーディングカード（2021年11月2日、レプロエンタテインメント）[52]